# Municipio de Washington (condado de Bremer)
El municipio de Washington (en inglés: Washington Township) es un municipio ubicado en el condado de Bremer en el estado estadounidense de Iowa. En el año 2010 tenía una población de 607 habitantes y una densidad poblacional de 11,89 personas por km².

## Geografía
El municipio de Washington se encuentra ubicado en las coordenadas 42°42′27″N 92°30′31″O / 42.70750, -92.50861. Según la Oficina del Censo de los Estados Unidos, el municipio tiene una superficie total de 51.07 km², de la cual 50,58 km² corresponden a tierra firme y (0,96 %) 0,49 km² es agua.

## Demografía
Según el censo de 2010, había 607 personas residiendo en el municipio de Washington. La densidad de población era de 11,89 hab./km². De los 607 habitantes, el municipio de Washington estaba compuesto por el 97,53 % blancos, el 0,49 % eran afroamericanos, el 1,32 % eran asiáticos, el 0,16 % eran de otras razas y el 0,49 % eran de una mezcla de razas. Del total de la población el 1,98 % eran hispanos o latinos de cualquier raza.